# 小泉町
小泉町（こいずみまち）は群馬県の南東部、邑楽郡に属していた町。

## 地理
- 河川：休泊川

## 歴史
- 1889年（明治22年）4月1日 - 町村制施行により、上小泉村、下小泉村が合併し小泉村が成立する。
- 1902年（明治35年）7月25日 - 小泉村が町制施行し小泉町となる。
- 1917年（大正6年）3月12日 - 中原鉄道（現在の東武鉄道小泉線）が開業し、小泉町駅が設置される。
- 1941年（昭和16年）6月1日 - 東武鉄道小泉線の太田 - 小泉町間が開業。
- 1945年（昭和20年）4月4日 - アメリカ軍のB-29爆撃機による空襲を受ける。
- 1957年（昭和32年）3月31日 - 大川村と合併し大泉町となる。合併後の役場は旧小泉町役場に置かれ、現庁舎の完成後、旧町役場は大泉町立図書館に転用される。

## 交通

### 鉄道
- 東武鉄道
  - 小泉線：東小泉駅 - 小泉町駅 - 西小泉駅